# Terceira Travessia do Tejo
A Terceira Travessia do Tejo (vulgarmente abreviada como TTT) é uma ponte projetada para a foz deste rio, na Grande Lisboa, em Portugal. Trata-se de uma nova travessia rodoferroviária, a intercalar entras as preexistentes Ponte 25 de Abril e Ponte Vasco da Gama, ligando Chelas, em Lisboa, ao Lavradio, no Barreiro.

## Caracterização
Esta obra ligaria as localidades de Chelas, na margem Norte, e do Barreiro, na margem Sul do Tejo, e teria um comprimento aproximado de 15 quilómetros. As suas torres teriam uma altura de 198 metros, passando a ser uma das estruturas mais altas em Portugal. Quando concluída, seria a ponte atirantada com a maior distância entre pilares do mundo (540 m), superando assim a Öresund (490 m), que liga a Dinamarca à Suécia.
A ponte seria rodoviária e ferroviária. Na parte rodoviária teria três a quatro vias de trânsito em cada sentido, e na ferroviária teria quatro linhas para comboios, duas para norte e duas para sul, onde uma será utilizada por serviços de alta velocidade e a outra, a integrar na Linha do Alentejo, da rede da Refer.

## História

### Discussão e planeamento
A localização da travessia foi tornada pública em 2008, tendo a opção escolhida (Chelas-Barreiro) em detrimento da alternativa anteriormente ventilada (Beato-Montijo), sido alvo de críticas.
Em julho de 2009 a Fertagus, transportadora ferroviária de passageiros que opera na Margem Sul, apresentou uma proposta de concessão do tráfego ferroviário na TTT, justificando esta decisão com o facto de, com esta interface, ser possível ligar a capital ao Barreiro em apenas 30 minutos, e permitir aos passageiros escolher melhor o trajeto. Esta moção foi entregue pouco depois da apresentação da proposta da empresa Comboios de Portugal.
Em novembro de 2009, a TTT foi, entre outros projetos públicos, aprovada por um programa do governo apresentado na Assembleia da República.
Em janeiro de 2010, a Rede Ferroviária de Alta Velocidade anunciou que os consórcios TAVE Tejo e Altavia Tejo transitaram para a fase de negociação do concurso público internacional, para a concessão das infraestruturas ferroviárias de alta velocidade no troço entre Poceirão e Lisboa; neste troço estava incluída a construção da Terceira Travessia do Tejo, com o objetivo de ligar o Barreiro à capital. Neste mês, também foi divulgada a vontade da Câmara Municipal do Barreiro, de acompanhar o desenvolvimento deste projeto, de modo a salvaguardar os interesses do concelho e reduzir os impactos da sua construção.
Entre abril e maio do mesmo ano, o ministro das Obras Públicas, António Mendonça, pronunciou-se sobre o projeto da Terceira Travessia do Tejo, tendo declarado que, por opção do governo, poderia ser primeiro construída a secção ferroviária, deixando a ligação rodoviária para uma fase posterior; este desenvolvimento deveu-se a um pedido do líder do Partido Social Democrata, Pedro Passos Coelho, para que o governo preponderasse as suas posições em relação às grandes obras públicas.
Em grande parte devido à crise econômico-financeira pela qual Portugal passou a atravessar desde 2010, o projeto foi "congelado".

### Confirmação e construção
A 14 de maio de 2024, foi confirmado pelo governo de Luís Montenegro o novo Aeroporto Luís de Camões e a Terceira Travessia do Tejo, como ponte rodoferroviária.
Em março de 2025, foi também integrado no projeto Parque Cidades do Tejo, um ambicioso projeto urbanístico que abrangerá uma área de 4.500 hectares com o objetivo de transformar o arco ribeirinho numa grande metrópole integrada, “em que o rio funciona como elo de ligação dos territórios em vez de os separar”.

## Impacto
O Presidente da Câmara Municipal do Barreiro, Carlos Humberto de Carvalho, previu, em Janeiro de 2010, que este projeto irá contribuir para o desenvolvimento de Lisboa para Sul, formando uma Cidade-Região, o que irá consolidar a sua capacidade de internacionalização e atratividade perante outras capitais europeias; no mês seguinte, o autarca acrescentou que o projeto da Terceira Travessia do Tejo irá trazer várias alterações à cidade, especialmente na freguesia do Alto do Seixalinho.
- Resumo Não Técnico da Terceira Travessia do Tejo. Setembro de 2008.
- Resumo Não Técnico do Lote 3A1 — Acesso ferroviário ao Novo Aeroporto de Lisboa no Campo de Tiro de Alcochete. Julho de 2009.

## Galeria de fotografias dos trabalhos de construção

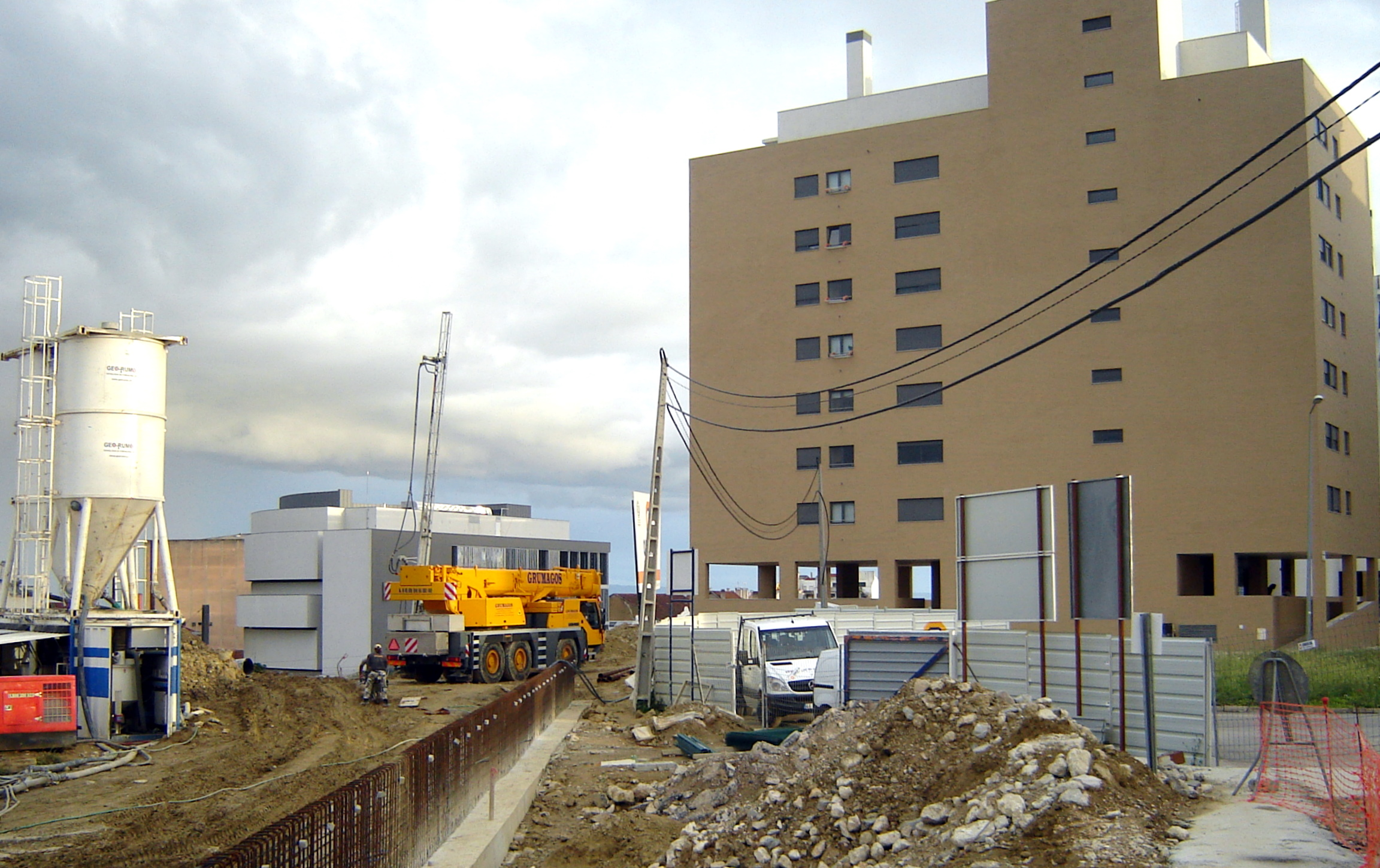
Obras junto à rua Fernando Maurício
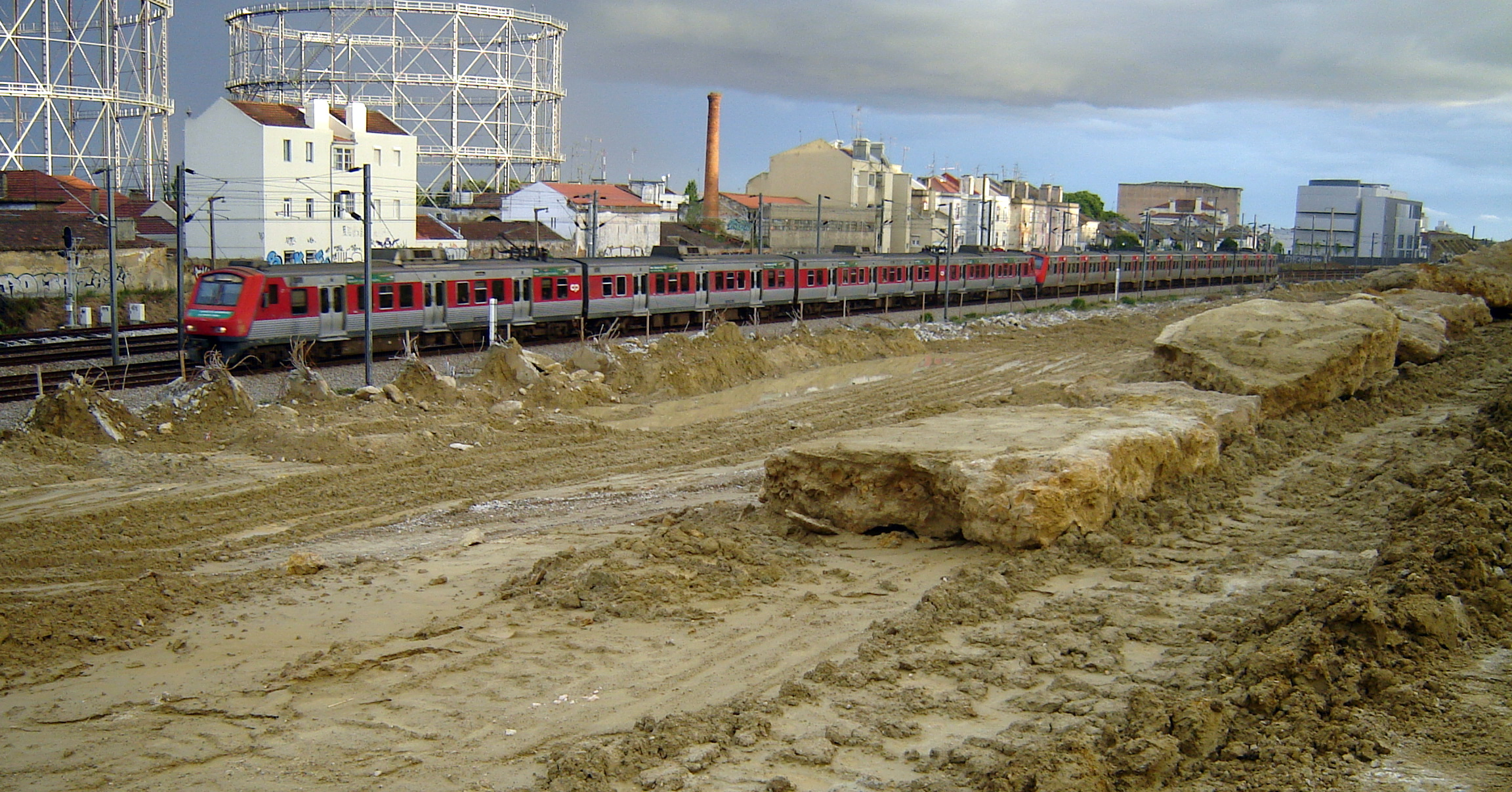
Comboio que atravessa a zona de obras
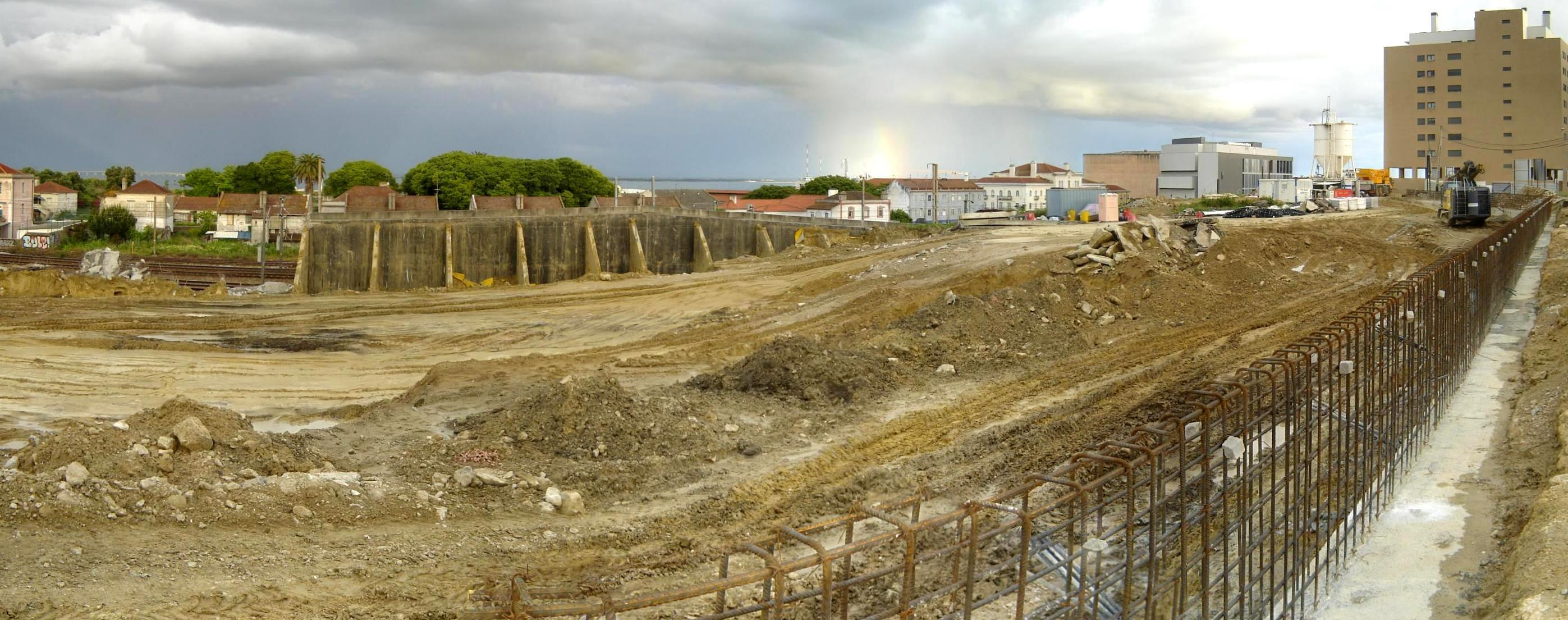
Remoção da muralha antiga e construção de uma nova.
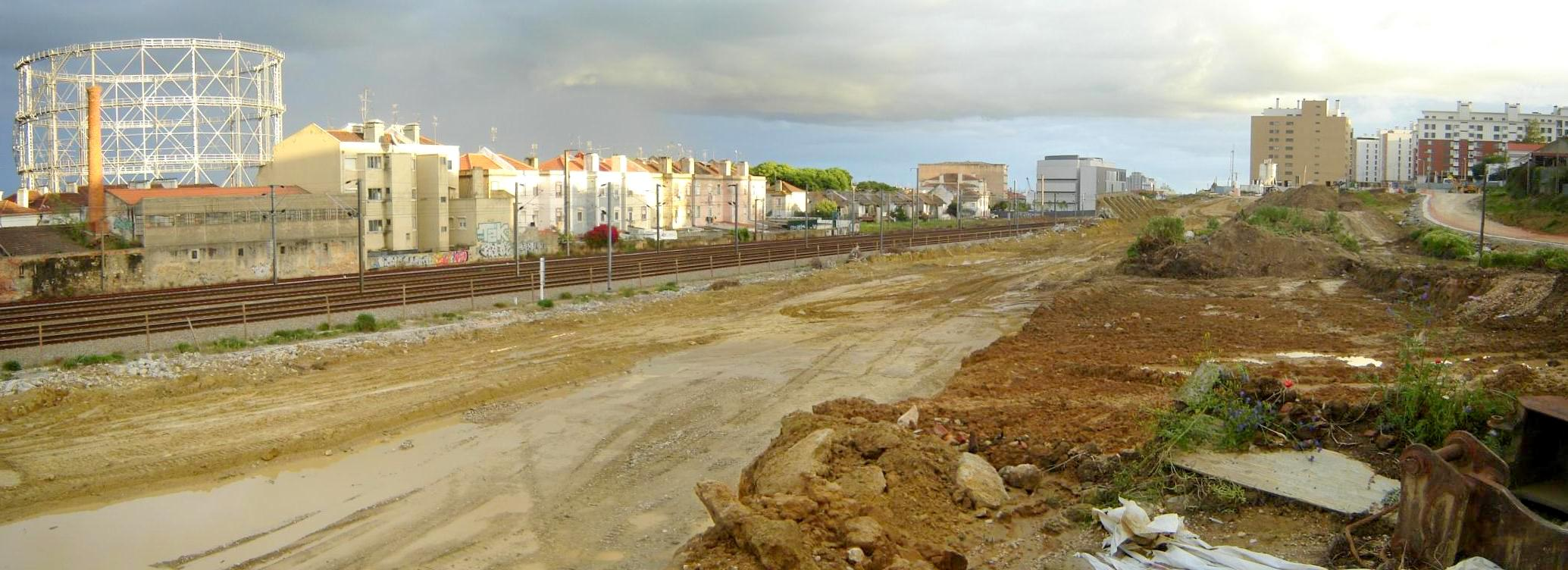
Obras junto a Braço de Prata
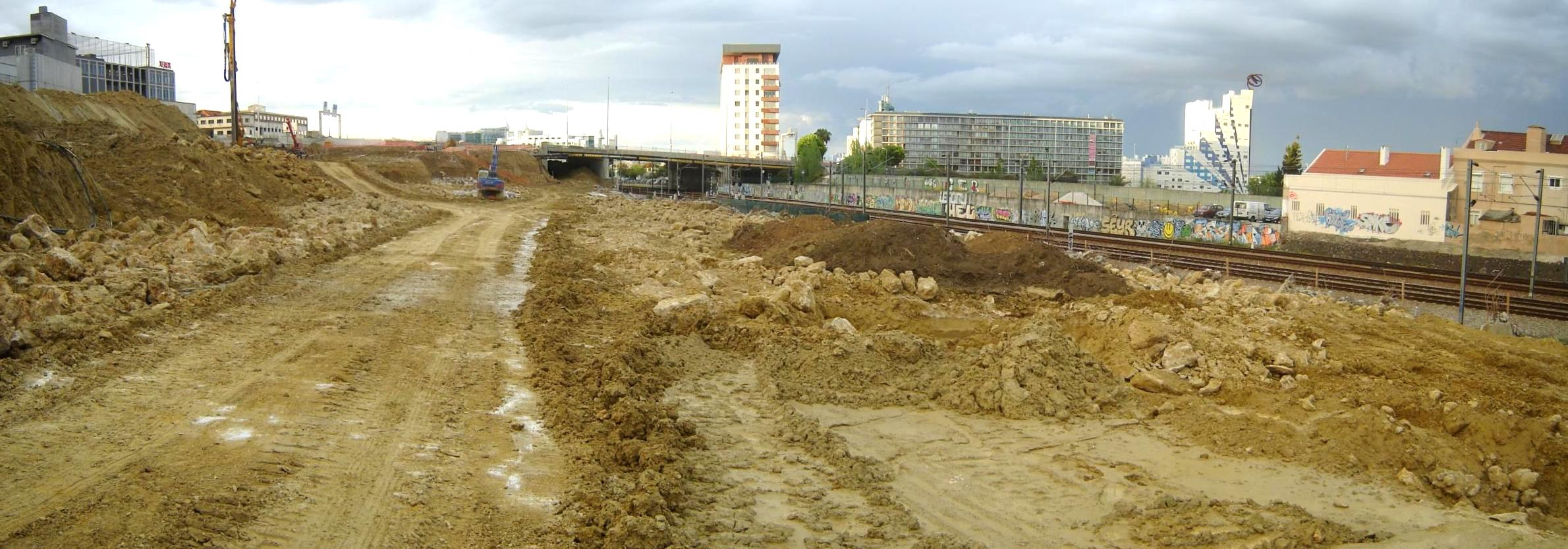
Vista para a avenida Marechal Gomes da Costa, nas obras junto a Braço de Prata
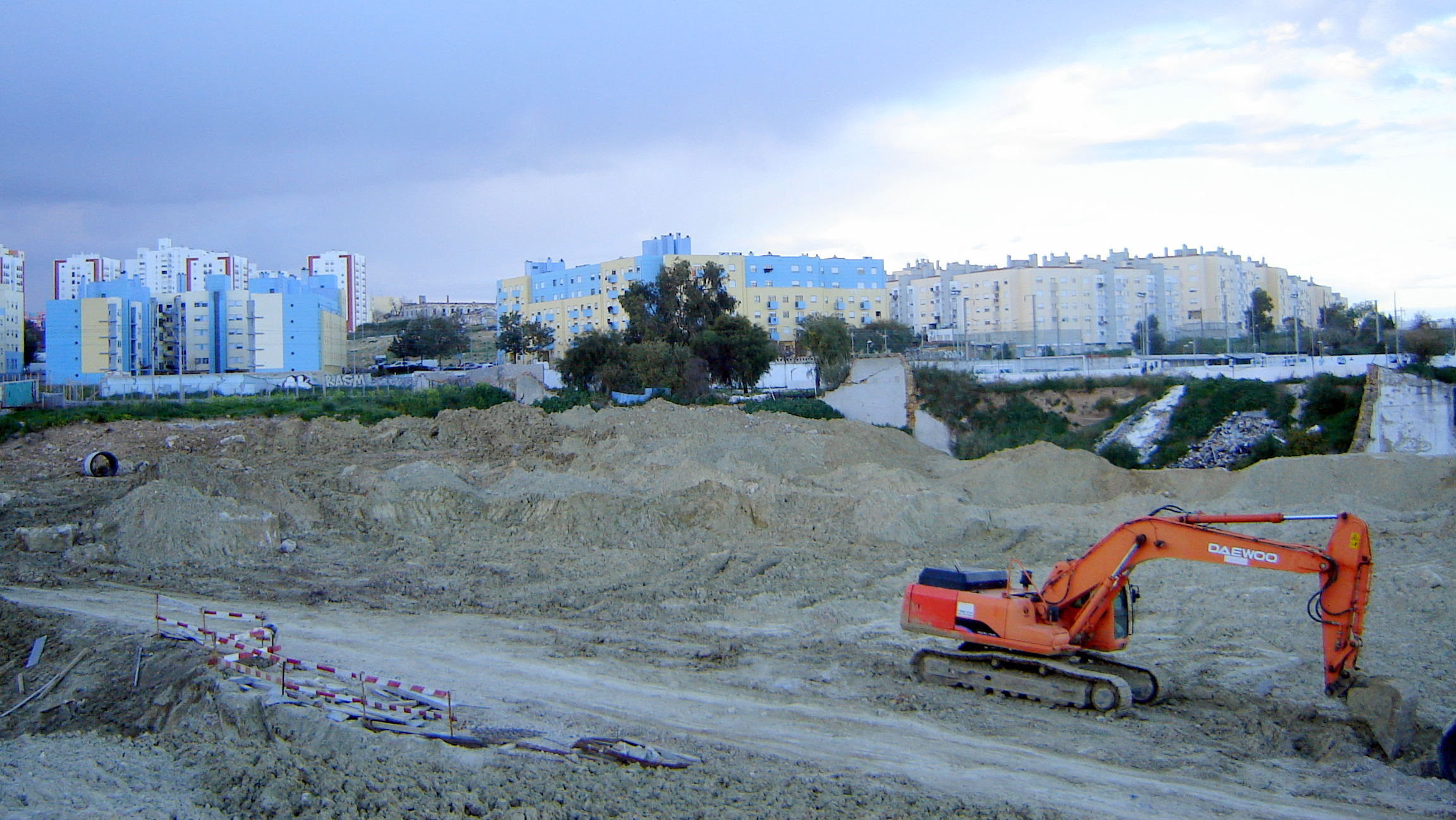
Obras em Marvila para a Terceira Travessia do Tejo que terá uma vertente ferroviária de Alta Velocidade
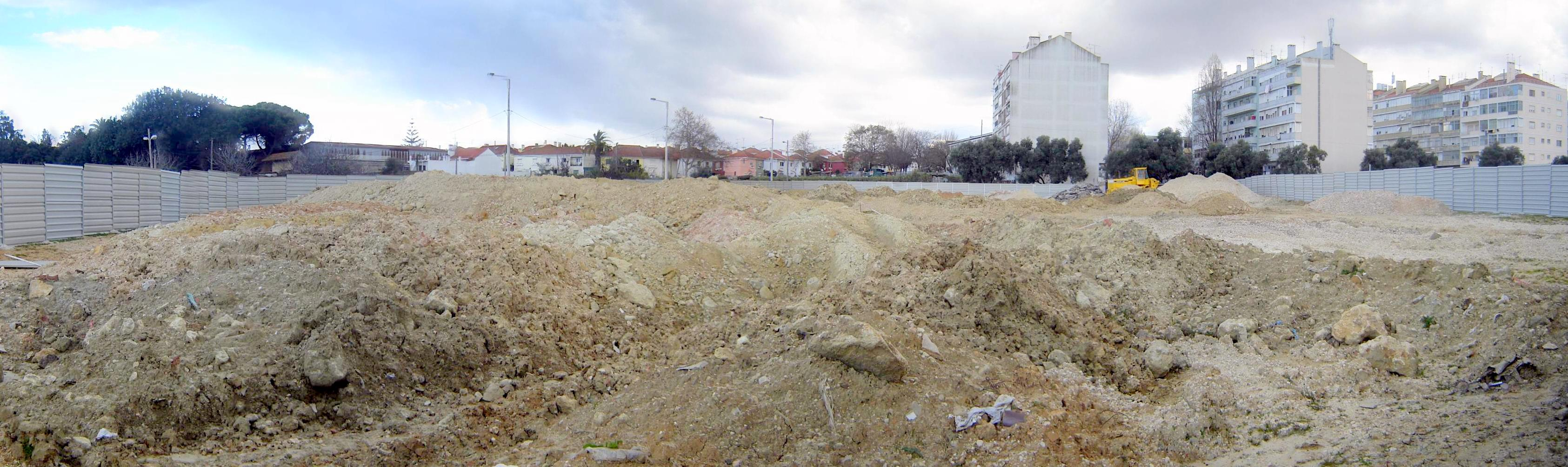
Obras em Marvila para a Terceira Travessia do Tejo que terá uma vertente ferroviária de Alta Velocidade
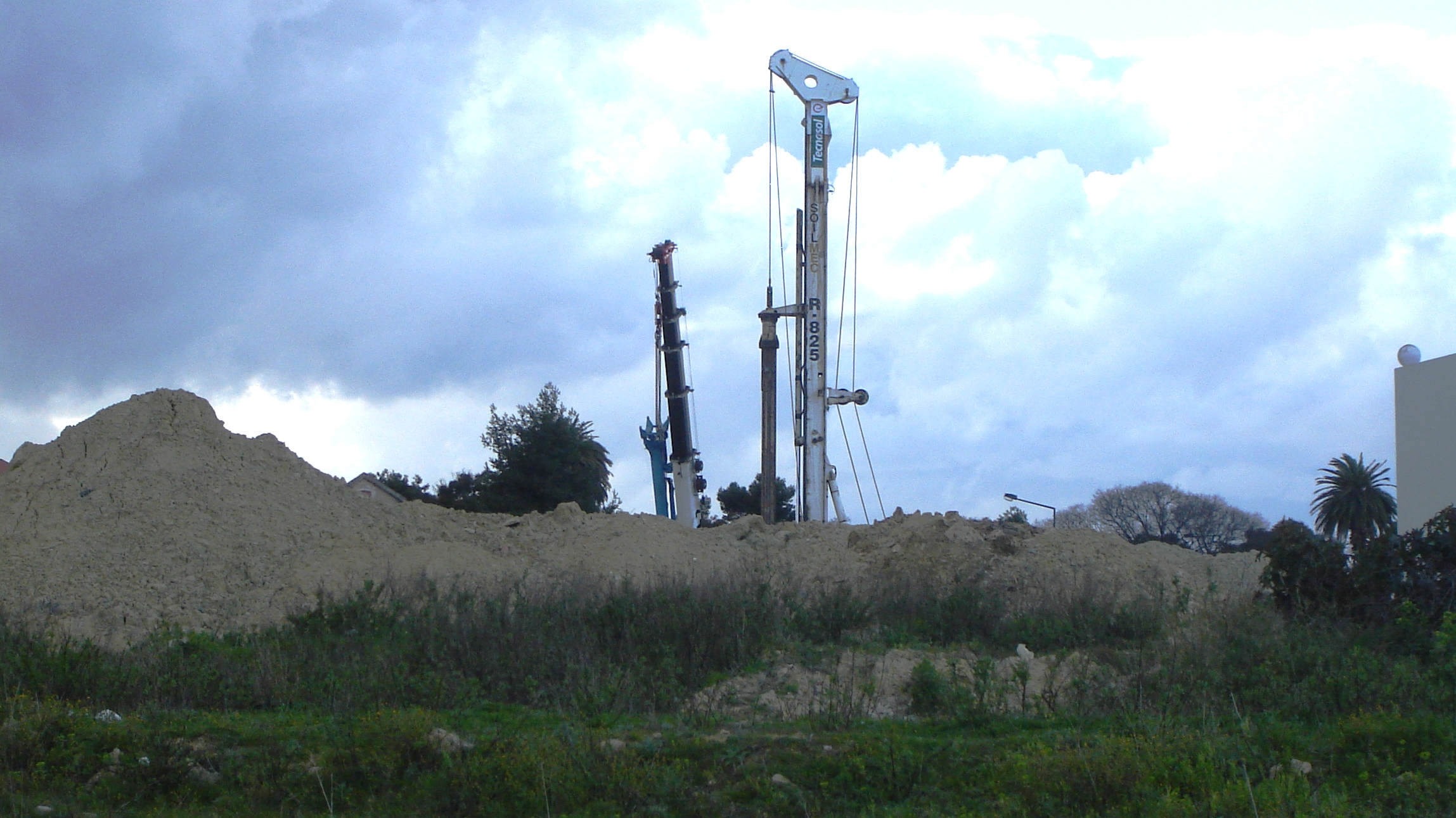
Obras em Marvila para a Terceira Travessia do Tejo que terá uma vertente ferroviária de Alta Velocidade
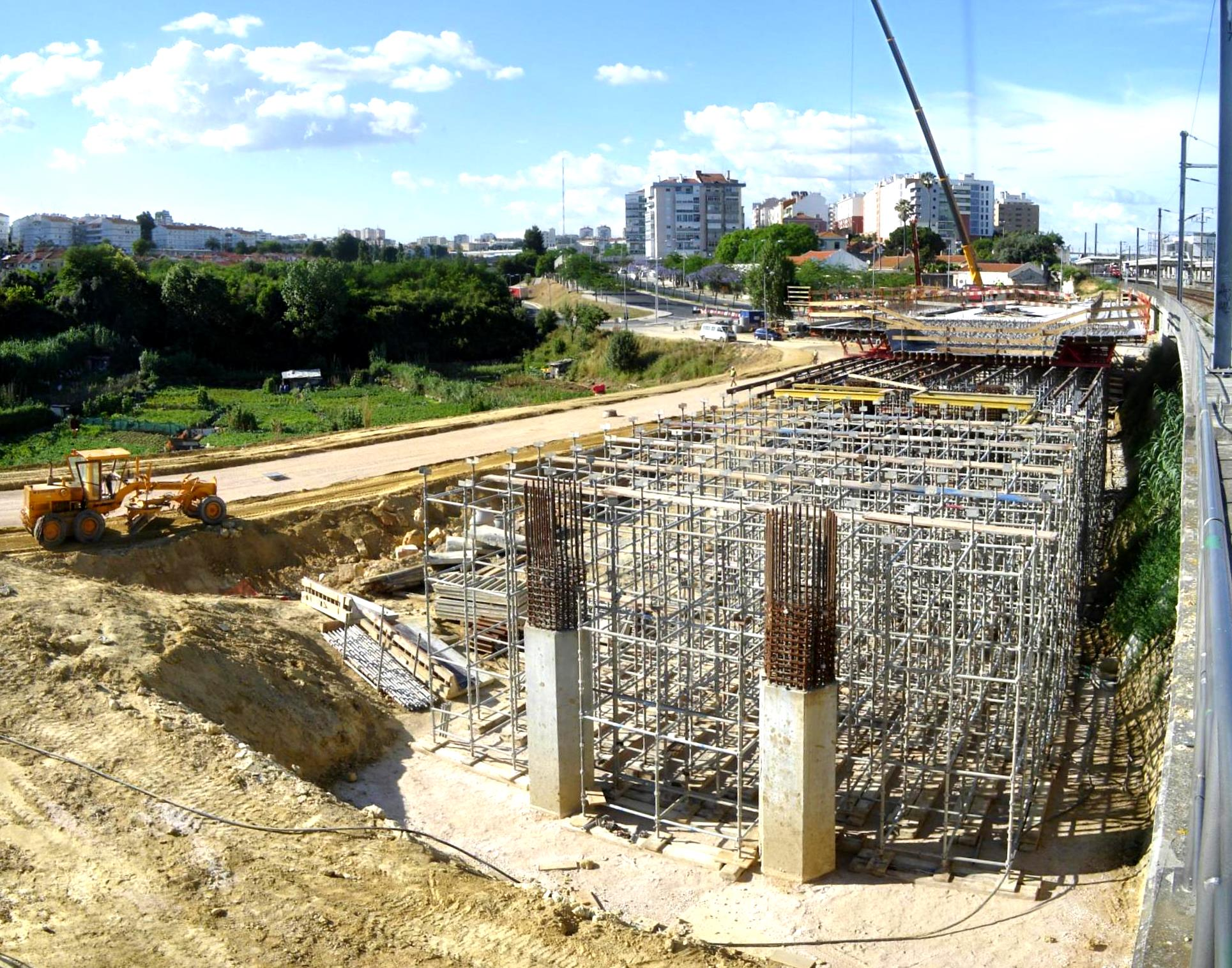
Vista panorâmica sobre o novo viaduto ferroviário sobre a Av. Infante D. Henrique junto a Braço de Prata, para a Rede de Alta Velocidade e para a Terceira Travessia do Tejo
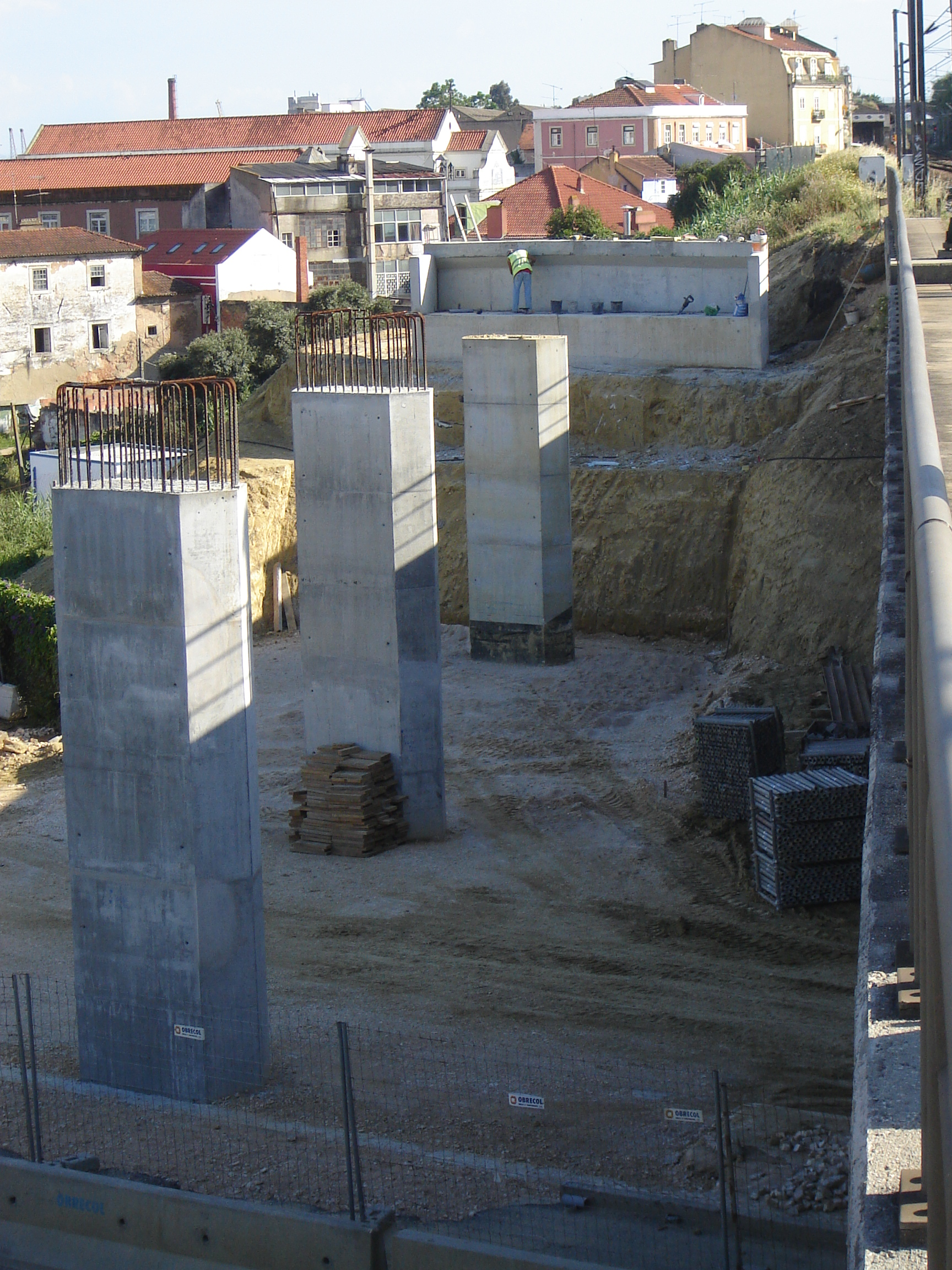
Pilares para viaduto ferroviário sobre a av. Infante D. Henrique junto a Braço de Prata, para a Rede de Alta Velocidade e para a Terceira Travessia do Tejo